# HD 47863
HD 47863，又名BD+16 1242，SAO 95996、HR 2457，是一颗恒星，视星等为6.28，位于銀經197.17，銀緯5.23，其B1900.0坐标为赤經6h 35m 35.7s，赤緯+16° 5.23′ 27″。